# Буше, Захари
Закари́ Буше́ (фр. Zacharie Boucher; родился 7 мая 1992, Сен-Пьер, Реюньон, Франция) — французский футболист, вратарь клуба «Труа». Экс-игрок молодёжных сборных Франции.

## Клубная карьера
Баучер начал свою профессиональную карьеру в «Гавре». В сезоне 2010/11 он был третьим вратарём клуба, после основного Майка Ван Хамеля и запасного голкипера Джони Пласида. Он дебютировал за клуб 29 июля 2011 года в победном матче (2:1) с «Анже», появившись в качестве замены Пласида.
В сезоне 2012/13 был признан лучшим голкипером Лиги 2.